# Belsassars gästabud
Belsassars gästabud är en oljemålning av den nederländske konstnären Rembrandt. Den målades omkring 1636–1638 och ingår i samlingarna på National Gallery i London sedan 1964.  
I sin stora dramatiska målning skildrar Rembrandt en händelse ur Daniels bok (kapitel 5) i Gamla Testamentet. Den är baserad på en verklig händelse som ägde rum omkring 539 f.Kr. Mannen som är avbildad med guldmanteln, en stor turban och liten krona är Belsassar, Babyloniens siste kung. Hans företrädare Nebukadnessar II hade plundrat Jerusalems tempel på alla dess kärl av guld och silver. Judarna, däribland profeten och drömtydaren Daniel, hade förts till Babylon i den babylonska fångenskapen. 
Rembrandts målning visar ett gästabud i kungens palats där Belsassar serverar vin ur de heliga kärlen från Jerusalems tempel. Festen avbryts när en fritt svävande gudomlig hand uppenbarar sig och skriver Mene mene tekel u-farsin på väggen. Ingen av kungens män kunde tyda den hebreiska skriften på väggen förrän Daniel på konungamoderns råd hämtades. Han läste och tolkade orden på följande sätt:
"Mene, det betyder: Gud har räknat ditt rikes dagar och gjort ände på det. Tekel, det betyder: du är vägd på en våg och befunnen för lätt. Peres, det betyder: ditt rike har blivit styckat och givet åt meder och perser". 
Samma natt intogs Babylon av Kyros II och Belsassar dödades. 